# 学術研究会議
学術研究会議（がくじゅつけんきゅうかいぎ）は、日本にかつて存在した機関。1949年（昭和24年）に日本学術会議に改組された。
本会議は、国内外の科学研究の交流をはかり、研究を促進することが目的である。

## 経緯
第一次世界大戦の勃発後、ドイツ・オーストリアを中心とした学術上の国際条約から脱退し、連合国側のみで学術研究の協力を行うことになった。新たな国際組織として万国学術研究会議（International Research Council）の創立会議が開催され、日本からも帝国学士院の代表が参加していた。加盟国のアカデミーは各国で学術研究会議を創設する努力義務があり、学士院が、この新たな国際機関に対応する国内機関の必要性を政府に訴え、その結果、1920年8月、学術研究会議官制が公布され、12月の第1回総会にて学術研究会議が成立した。
1945年12月に学士院制度調査委員会で学術研究会議の廃止が決定され、その後、学術体制のあり方が議論され、1949年1月に日本学術会議に改組された。

## 構成
文部大臣の管理下にあり、会員の定数は100名である。会員は学識経験者の中から推薦に基づき、内閣が任命する。会員は関係する大臣の諮問に対し意見を述べる権限をもつ。
会長、副会長、部長及び副部長の任期は3年である。会員の任期は当初は規定が無かったが、1923年2月に内規で6年とした。
組織としては、総務部および専攻分野ごとの学術部で構成されることになっており、その学術部の種類や会議の運営規定については学術研究会議で定められた。

## 活動
学術の代表機関として、万国学術研究会議及び専門別の学術連合（Union）への代表派遣、国際的協力研究事業への参加・推進、欧文輯報の刊行等、帝国学士院にかわり、国際的な活動の中心機関として機能した。
第二次世界大戦終了後の1945年（昭和20年）9月14日には、原子爆弾災害調査特別委員会が設置された。